# Dendropsophus microps
Dendropsophus microps és una espècie de granota que viu al Brasil i, possiblement també, a l'Argentina.
Està amenaçada d'extinció per la pèrdua del seu hàbitat natural.